# Stańkowa (województwo podkarpackie)
Stańkowa (ukr. Станкова; w latach 1977–1981 Rzeczki) – wieś w Polsce położona w województwie podkarpackim, w powiecie bieszczadzkim, w gminie Ustrzyki Dolne.
W latach 1975–1998 miejscowość położona była w województwie krośnieńskim.
Wierni kościoła rzymskokatolickiego należą do parafii św. Barbary w Ropience..

## Części wsi
| SIMC    | Nazwa        | Rodzaj    |
| ------- | ------------ | --------- |
| 0358411 | Górny Koniec | część wsi |
| 0358428 | Rzeki        | część wsi |

## Historia wsi
W początkach XV wieku należała do Mikołaja Czeszyka. W połowie XVII wieku właścicielami stali się Ossolińscy. Na przełomie XVII i XVIII wieku właścicielami Stańkowej byli Urbańscy (przed 1707). W drugiej połowie XVII wieku wieś przejął jako właściciel Karol Krajewski herbu Jasieńczyk, następnie syn Marcin Tadeusz Krajewski, a po nim jego syn Leon, żonaty z Julią Balówną. W połowie XIX wieku właścicielami posiadłości tabularnej Stańkowa byli Czesław Odrowąż Pieniążek i Wilhelmina Cieszanowska. W XIX w. właścicielami byli Bolesław i Wincenty Gałkowscy. Do 1918 wieś znajdowała się w powiecie leskim.
Stańkowa jest jednym z najstarszych ośrodków górnictwa naftowego na świecie, kopalnie ropy naftowej istniały tu przed rokiem 1884.
Ze Stańkowej pochodził Przemysław Niementowski (1846–1908) – uczestnik powstania styczniowego z roku 1864, służył w oddziale Rochenbruna, walczył 2 XI pod Poryckiem, zm. w 1908 we Lwowie, pochowany na Łyczakowie.
W 1939 r. liczyła 1200 mieszkańców: 890 Ukraińców, 220 Polaków, 60 ukraińskojęzycznych rzymskich katolików, 30 Żydów. 
Słownik geograficzny Królestwa Polskiego i innych krajów słowiańskich, tom XII, s. 212 zawiera następujący opis Stańkowej:

Stańkowa Dolna i Górna, wś, pow. liski, w okolicy podgórskiej i lesistej, nad potokiem (dopł. Tyrawki, uchodzącej do Sanu). Par. rz.-kat. w Tyrawie Wołoskiej (5–6 klm), a gr.-kat. w Zawadce. Chaty są zbudowane w długą ulicę po brzegach potoku, którego dolinę otaczają pasma wzgórz, tworzące dział wodny między mniejszemi dopływami Sanu. Wzgórza te sięgają na płd. w Stańkowej Górze do 555 mt., na płn. 547 mt. wzn. Na płd.-wschód przypiera S. do lasu Stanisk, który ją dzieli od wsi Ropienki. Na płd. graniczy z wsią Paszową, na zach. z Rakową a na płn. z Zawadką. S. ma 97 dm. i 640 mk.; 210 rz.-kat. 411 gr.-kat. i 19 izrael. Pos. więk. (Liberata Janowskiego i D. Hartmanna) wynosi 399 roli, 45 łąk, 124 past. i 253 mr. lasu; pos. mn. 552 roli, 117 łąk, 217 past. i 49 mr. lasu. Rola górska, lasowa, lasy świerkowe.

## Galeria

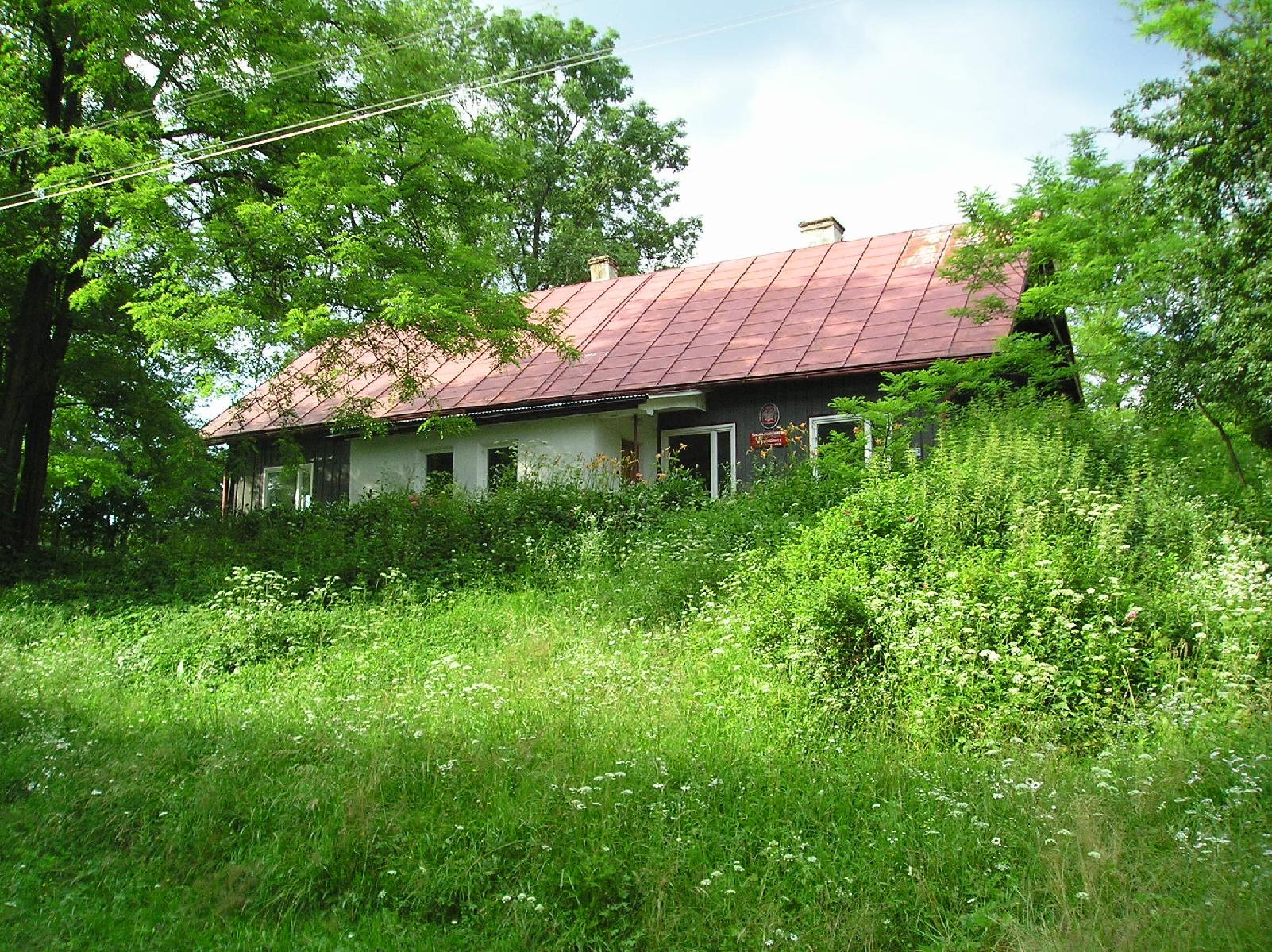
Szkoła w Stańkowej
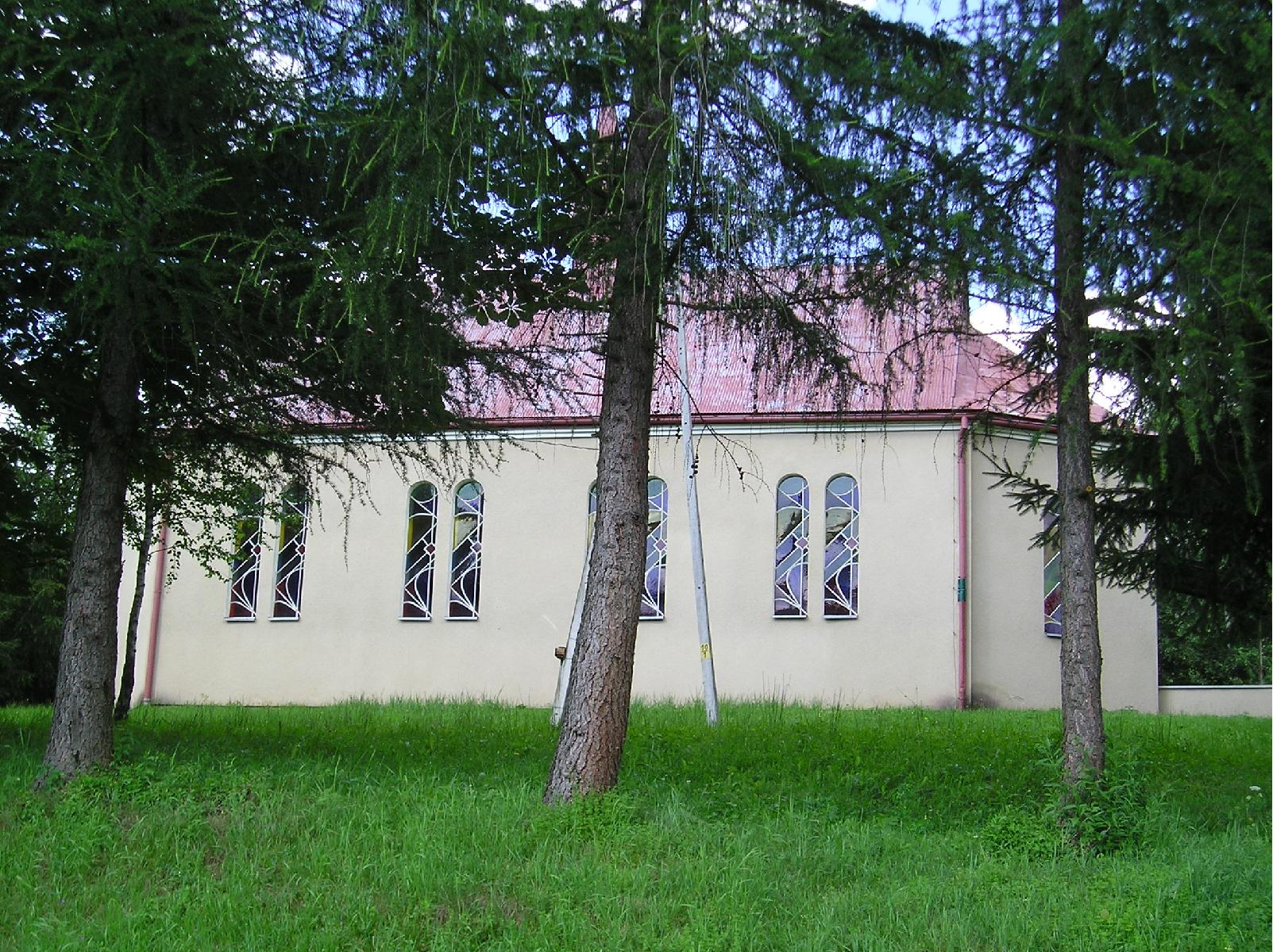
Kościół w Stańkowej
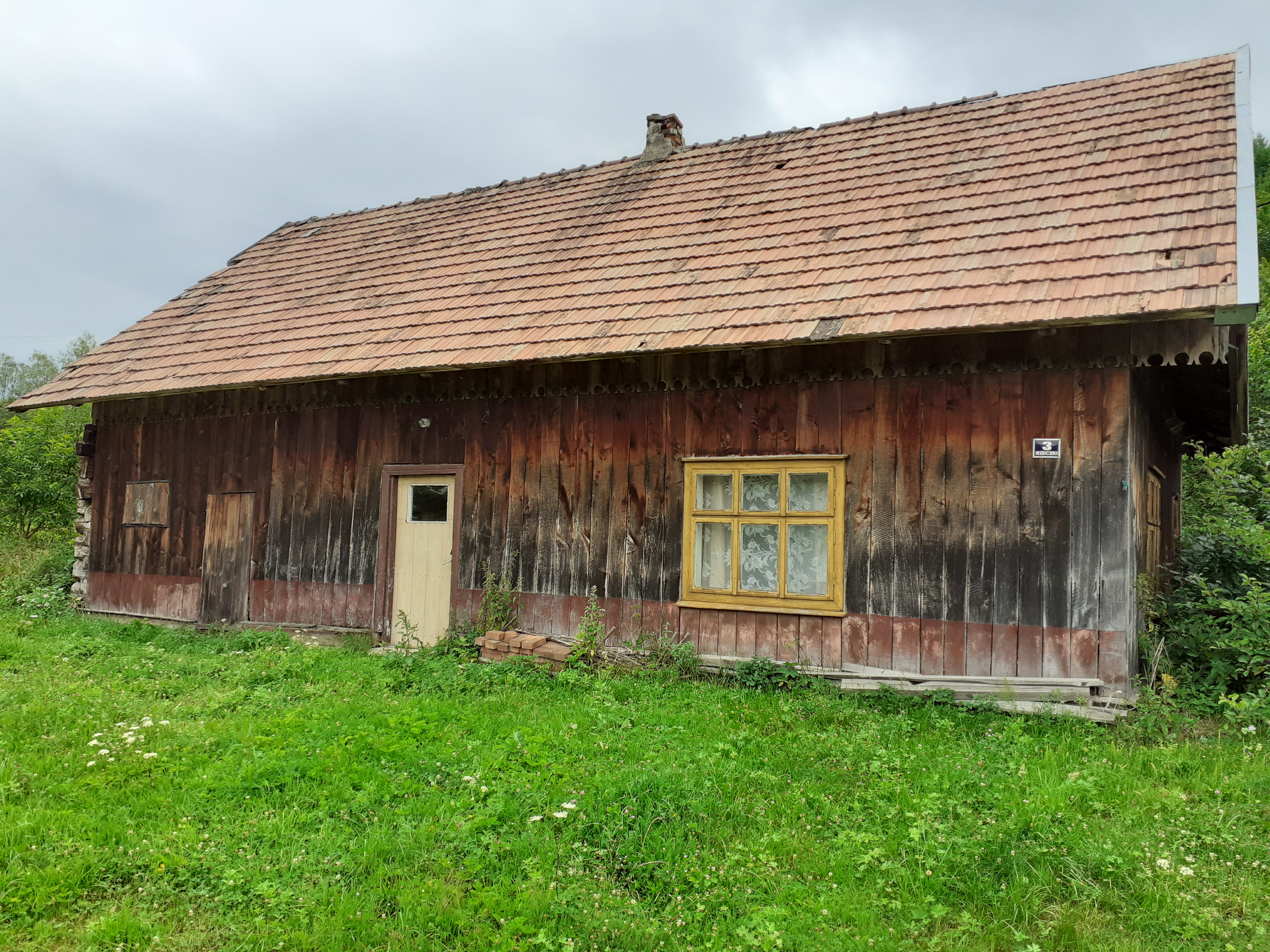
Stary dom
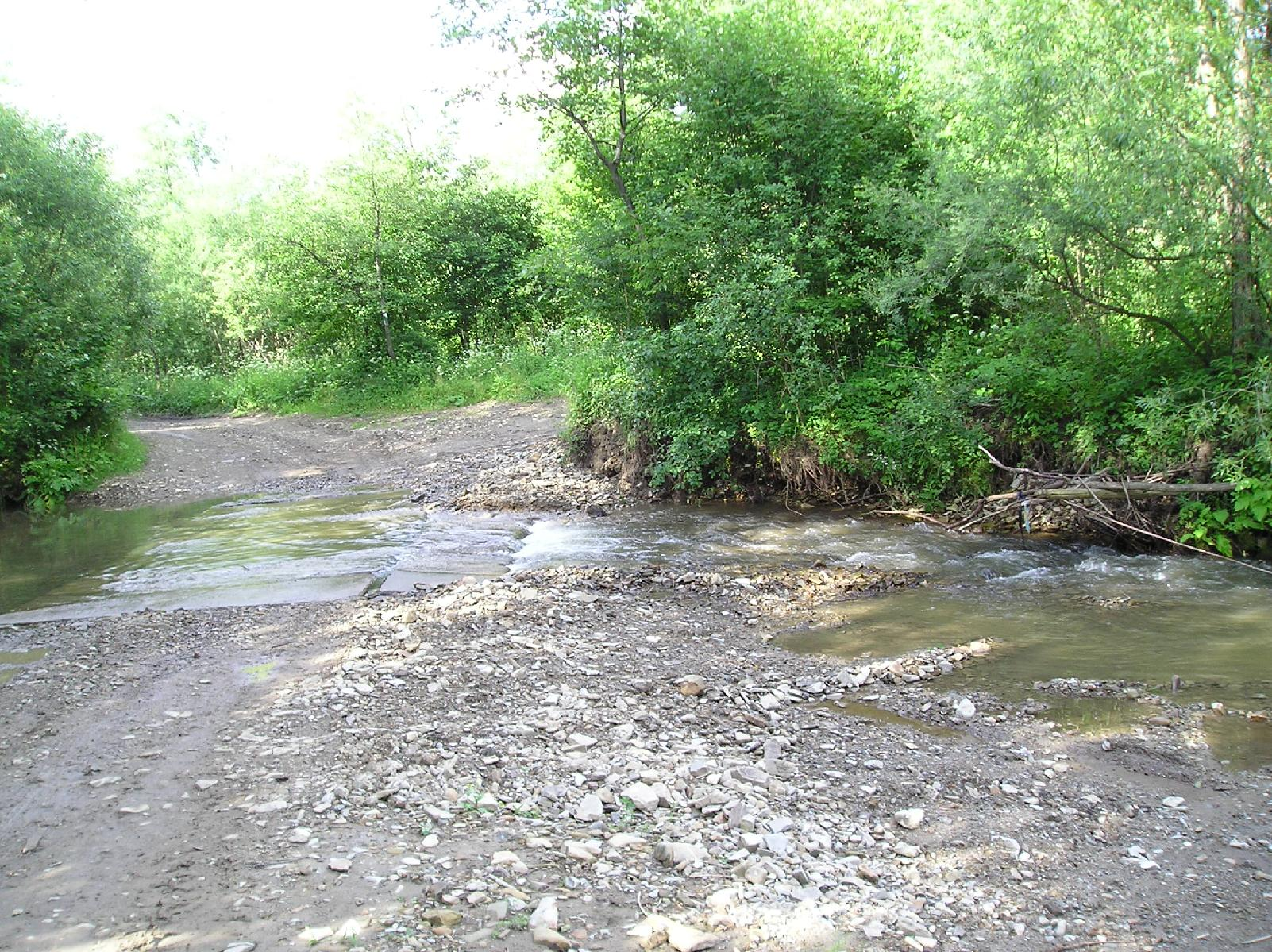
Tyrawski Potok
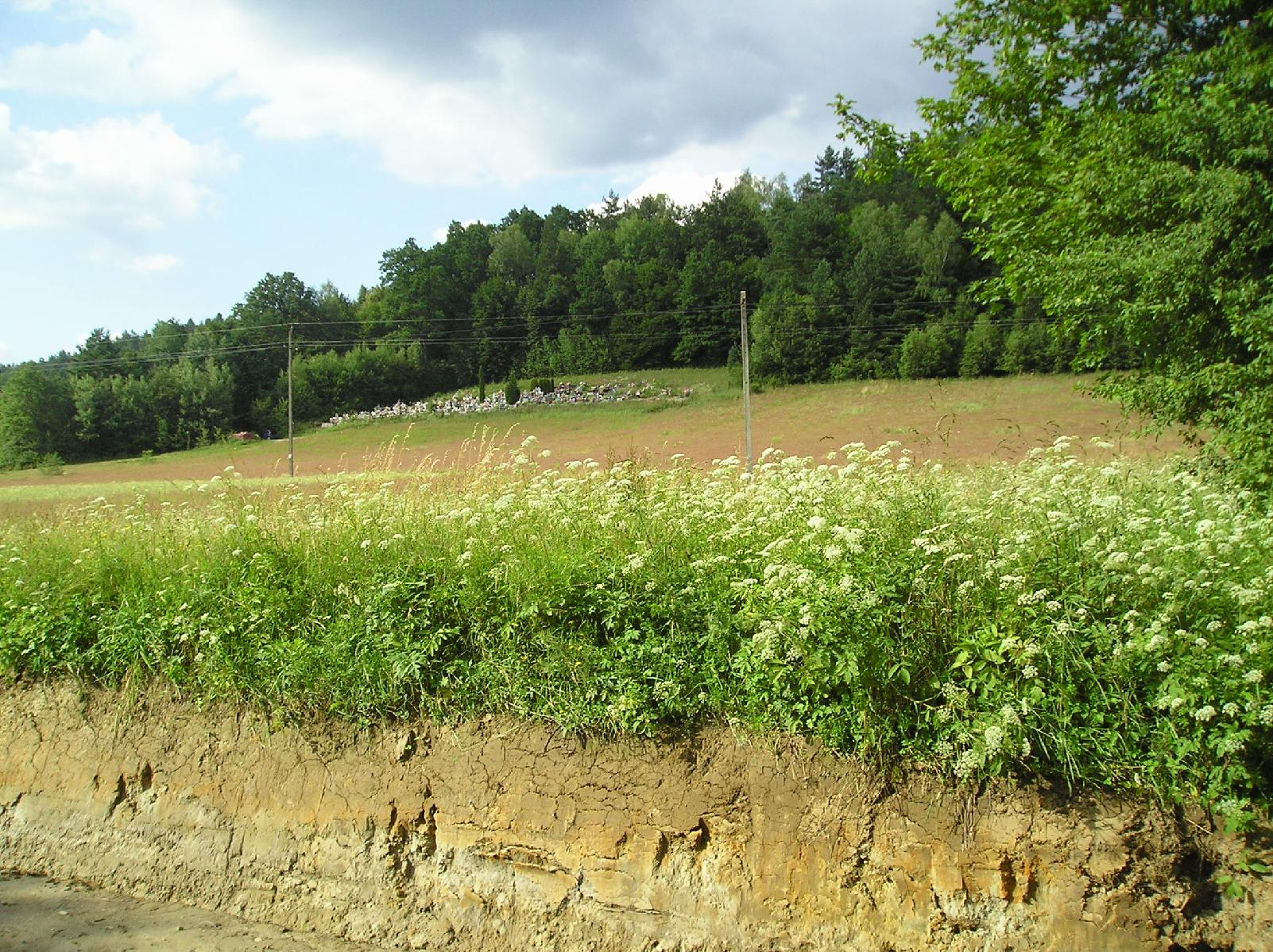
Widok na cmentarz
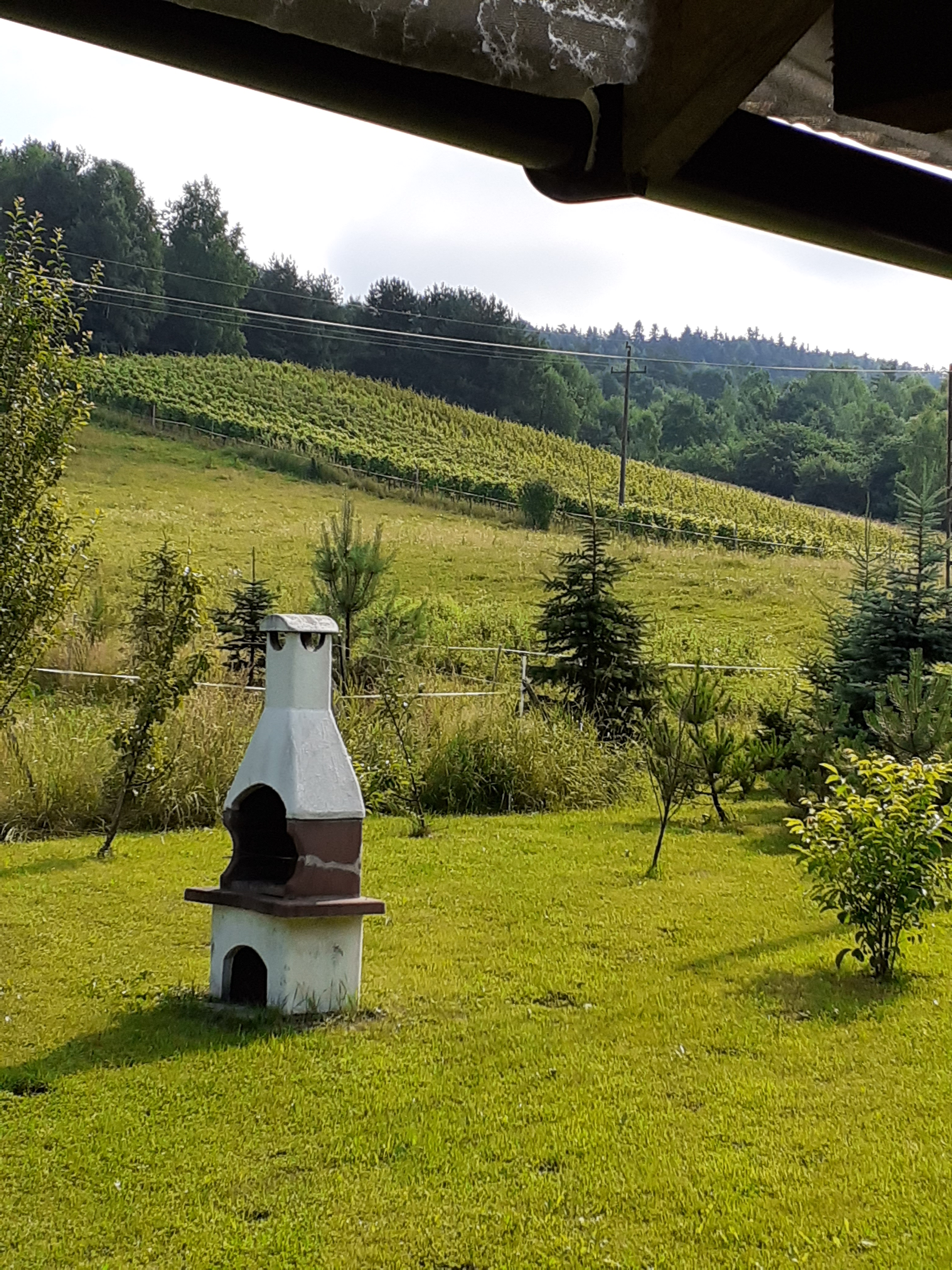
Winnica